# TMEM80
TMEM80 (англ. Transmembrane protein 80) – білок, який кодується однойменним геном, розташованим у людей на 11-й хромосомі. Довжина поліпептидного ланцюга білка становить 168 амінокислот, а молекулярна маса — 18 160.
| 10         |  | 20         |  | 30         |  | 40         |  | 50         |
| ---------- |  | ---------- |  | ---------- |  | ---------- |  | ---------- |
| MAEGARARGP |  | RGCRDRDGPA |  | GGAGKMAAPR |  | RGRGSSTVLS |  | SVPLQMLFYL |
| SGTYYALYFL |  | ATLLMITYKS |  | QVFSYPHRYL |  | VLDLALLFLM |  | GILEAVRLYL |
| GTRGNLTEAE |  | RPLAASLALT |  | AGTALLSAHF |  | LLWQALVLWA |  | DWALSATLLA |
| LHGLEAVLQV |  | VAIAAFTR   |  |            |  |            |  |            |

A: Аланін

C: Цистеїн

D: Аспарагінова кислота

E: Глутамінова кислота

F: Фенілаланін

G: Гліцин

H: Гістидин

I: Ізолейцин

K: Лізин

L: Лейцин

M: Метіонін

N: Аспарагін

P: Пролін

Q: Глутамін

R: Аргінін

S: Серин

T: Треонін

V: Валін

W: Триптофан

Задіяний у такому біологічному процесі, як альтернативний сплайсинг. 
Локалізований у мембрані, клітинних відростках.